# Italská lidová strana (1994)
Italská lidová strana (italsky Partito Popolare Italiano, zkratka PPI), byla italská křesťanskodemokratická centristická politická strana v letech 1994 až 2002. Byla právním nástupcem Křesťanské demokracie (DC), jejíž někdejší pravicové křídlo se ale od PPI oddělilo. Ta již byla pouhým stínem původního vlivu DC. Roku 2002 se sloučila se dvěma menšími středovými formacemi do strany La Margherita, která se roku 2007 začlenila do dnešní Demokratické strany.

## Historie
Italská lidová strana vznikla roku 1994 z Křesťanské demokracie (DC), která byla v druhé polovině dvacátého století nejsilnější italskou stranou. Roku 1993 ale byla těžce zasažena vyšetřováním korupce během aféry Tangentopoli. Pravicová frakce DC vedená Pierem Ferdinandem Casinim se nicméně zorganizovala do Křesťanskodemokratického středu.
V prvních volbách roku 1994 zažila strana velkou porážku s pouhými jedenácti procenty hlasů (Křesťanská demokracie o dvě léta dříve získala třicet procent). V roce 1995 stranické vedení odmítlo vstup do středopravicové koalice Pól svobody, vedené Silviem Berlusconim. V reakci na tento krok ji opustila většina posledních konzervativně orientovaných členů, kteří vytvořili Spojené křesťanské demokraty. Vedení PPI tedy zůstalo čistě v rukou někdejšího levicového křídla Křesťanské demokracie.
Pro parlamentní volby 1996 se PPI spojila do středolevé koalice Olivovník; v jeho rámci utvořila společnou kandidátku s Demokratickou unií, Italskou republikánskou stranou a Jihotyrolskou lidovou stranou. Tato kandidátka získala necelých sedm procent hlasů. Po volbách PPI získala tři ministry v první vládě Romana Prodiho a obsadila post předsedy Senátu.
V roce 2000 vytvořila Italská lidová strana koalici s Demokraty, Unií demokratů pro Evropu a Italskou obrodou. Koalice byla nazvána Demokracie je svoboda – La Margherita a ve volbách 2001 získala téměř patnáct procent hlasů. Následujícího roku se La Margherita přeměnila na politickou stranu, do které se tedy začlenila i PPI. V roce 2007 se La Margherita sloučila s dalšími formacemi Středolevicové koalice do současné Demokratické strany. Dva bývalí členové Italské lidové strany a Margherity, Enrico Letta a Matteo Renzi, se později stali italskými premiéry.

## Volební výsledky

### Poslanecká sněmovna
| Volby | Hlasy     | Hlasy | Mandáty | Mandáty | Pozice | Postavení |
| Volby | Abs.      | %     | Abs.    | ±       | Pozice | Postavení |
| ----- | --------- | ----- | ------- | ------- | ------ | --------- |
| 1994  | 4 287 172 | 11.1  | 33/630  | ▼146    | ▼6.    | Opozice   |
| 1996  | 2 554 072 | 6.8   | 59/630  | ▲26     | ▲4.    | Vláda     |

### Senát
| Volby | Hlasy              | Hlasy              | Mandáty | Mandáty | Pozice |
| Volby | Abs.               | %                  | Abs.    | ±       | Pozice |
| ----- | ------------------ | ------------------ | ------- | ------- | ------ |
| 1994  | 5 526 090          | 16.7               | 27/315  | ▼80     | ▼5.    |
| 1996  | Součást Olivovníku | Součást Olivovníku | 27/315  | ▬0      | ▲4.    |

### Evropský parlament
| Volby | Hlasy     | Hlasy | Mandáty | Mandáty | Pozice |
| Volby | Abs.      | %     | Abs.    | ±       | Pozice |
| ----- | --------- | ----- | ------- | ------- | ------ |
| 1994  | 3 295 337 | 10.0  | 8/87    | ▼18     | ▼4.    |
| 1999  | 1 316 830 | 4.2   | 4/87    | ▼4      | ▼8.    |